# Чудзјок
Чудзјок (рус. Чудзьйок) река је која протиче преко западних делова Кољског полуострва на подручју Мурманске области, на крајњем северозападу европског дела Руске Федерације. Лева је притока реке Вороње у коју се улива на њеном 125. километру узводно од ушћа, и део басена Баренцовог мора.
Укупна дужина водотока је 33 километра, док је површина сливног подручја око 1.330 км². Свој ток започиње као отока ледничког језера Чудзјавр.
Целом дужином свога тока протиче преко територије Ловозерског рејона. На њеним обалама се не налазе насељена места.